# Belényesszeleste
Belényesszeleste falu Romániában, Bihar megyében.

## Fekvése
Bihar megyében, a Bihar-hegység fennsíkján, Belényestől délkeletre fekvő település.

## Története
Belényesszeleste (Belényes-Szelistye) nevét 1588-ban említette először oklevél.  
A törökök kiűzése után 1780-ig a római-, majd utána a görögkatolikus püspök birtokai közé tartozott, s az ő birtoka volt még a 20. század elején is.
Borovszky Samu az 1900-as évek elején írta a településről: "Belényes-Szelistye oláh kisközség görögk. vallású lakosokkal. Házainak száma 74, lakosaié 400. Postája Budurásza, távírója és vasúti állomása Belényes".
Az 1880. évi összeírás adatai szerint Belényesszelestyének 351 lakosa volt, melyből 333 román, a többi egyéb nemzetiségű.
1920-as összeíráskor 448 lakosából 447 román, 1 egyéb nemzetiségű.
1941-es adatok alapján 479 lakosa volt a településnek, valamennyi román nemzetiségű.
A település a trianoni békeszerződés előtt Bihar vármegye belényesi járásához tartozott.

## Nevezetességek
- Görögkeleti temploma 1816-ban épült.
- Gheorghe Pituţ költő szülőháza: Belényesszeleste faluban, a falu keleti részén található a néhai költő és prózaíró Gheorghe Pituţ szülőháza. A ház hagyományos légkört őriz, ami a belényesi vidék, oláh jellegű közösségeinek, görögkeleti vallású lakosaira jellemző.

## Híres emberek
Itt született Gheorghe Pituț költő.